# Goephanes funereus
Goephanes funereus är en skalbaggsart som först beskrevs av Leon Fairmaire 1902.  Goephanes funereus ingår i släktet Goephanes och familjen långhorningar.
Artens utbredningsområde är Madagaskar. Inga underarter finns listade i Catalogue of Life.